# Diego Fasolis
Diego Fasolis (Lugano, 19 aprile 1958) è un direttore d'orchestra svizzero.
Leader dell'ensemble "I Barocchisti". Ha diretto opere in performance storicamente informate nei maggiori teatri d'opera e festival europei e ha realizzato registrazioni pluripremiate.
Nato a Lugano, Fasolis ha studiato a Zurigo, sia al Conservatorio di Zurigo che alla Musikhochschule, organo con Erich Vollenwyder, pianoforte con Jürg Wintschger, canto con Carol Smith e direzione d'orchestra con Klaus Knall, conseguendo tutti e quattro i diplomi con distinzione. Ha poi studiato organo e improvvisazione organistica con Gaston Litaize a Parigi e performance storicamente informata con Michael Radulescu. Nel 1985 e nel 1986 ha eseguito le opere complete per organo di Johann Sebastian Bach, Felix Mendelssohn e Franz Liszt. Ha ricevuto diversi premi internazionali come il primo premio Stresa, il primo premio e la borsa di studio della Fondazione Migros-Göhner, il Premio Hegar, il Premio Traetta 2020 ed è stato finalista al Concorso di Ginevra. Dal 1986 ha lavorato per l'emittente Radio Svizzera Italiana e nel 1993 ne è diventato direttore del coro e dell'ensemble strumentale.
Fasolis si è concentrato sulla performance storicamente informata e ha fondato nel 1995 l'ensemble strumentale Vanitas a Lugano. Tre anni dopo diventa direttore dell'ensemble I Barocchisti, registrando con loro diverse opere di Bach, Georg Friedrich Händel e Antonio Vivaldi. La sua registrazione del Faramondo di Handel è stata acclamata dalla critica; Margarida Mota-Bull ha osservato che "I Barocchisti e il Coro della Radio Svizzera sotto l'eccellente direzione di Diego Fasolis forniscono un'interpretazione straordinariamente ben giudicata e sobria di quest'opera di Handel", e Tim Ashley ha scritto su The Guardian: "Un gioco operistico fantastico e brillante, realizzato in modo devastante da Diego Fasolis e I Barocchisti".
Fasolis è andato in tournée con i suoi ensemble nell'Europa meridionale e centrale. Ha diretto spettacoli di opere in HIP in teatri come La Scala, Théâtre des Champs-Élysées e Opéra de Lausanne, dove ha diretto Faramondo nel 2009, Rinaldo nel 2011, Farnace di Josef Mysliveček nel 2011, Vinci's Artaserse nel 2012, Dorilla in Tempe di Vivaldi nel 2014, Die Zauberflöte di Mozart nel 2015 e Ariodante di Handel nel 2016. Fasolis ha debuttato come direttore al Salzburg Pentecost Festival con una ripresa dell'oratorio Isacco figura del Redentore di Niccolò Jommelli nel 2013. Al Festival di Salisburgo lo stesso anno dirige la Norma di Bellini. Tornò nel 2014 per due concerti e due opere, ancora Norma e Iphigénie en Tauride di Gluck, entrambi con Bartoli nel ruolo del protagonista. Nel 2017 ha diretto una nuova produzione de L'incoronazione di Poppea di Monteverdi per la riapertura della Staatsoper Unter den Linden a Berlino. Messo in scena da Eva Höckmayr, ha diretto l' Akademie für Alte Musik, con Anna Prohaska come Poppea, Max Emanuel Cencic come Nerone e Mark Milhofer come Arnalta. Ha ampliato la musica includendo balli di Francesco Cavalli, Filiberto Laurenzi, Francesco Sacrati e Benededetto Ferrari, e scrivendo una ricca orchestrazione, eseguita anche da musicisti de I Barocchisti.

## Registrazioni
Nel 2012, Fasolis ha registrato l'opera Artaserse di Leonardo Vinci con Concerto Köln . La registrazione è arrivata alle classifiche degli album tedesche. Ha collaborato regolarmente con cantanti come Philippe Jaroussky, Max Emanuel Cenčić e Cecilia Bartoli, e il suonatore di flauto Maurice Steger . Nel 2013 ha ricevuto l' ECHO Klassik nella categoria "Registrazione d'opera dell'anno" con opere del XVII e XVIII secolo.
- Saint-Saëns : Requiem, Chandos 2004
- Leonardo Vinci : Artaserse ( Philippe Jaroussky et al., Virgin Classics, 2012)
- Steffani: Stabat Mater (2013)